# طرح توجیهی
طرح توجیهی (به انگلیسی: Feasibility Study Report) گزارشی است که توجیه‌پذیری یک طرح را در ابعاد مختلف از قبیل بازار، فنی و مالی مورد بررسی و مطالعه قرار می‌دهد.
بخش‌های طرح توجیهی را می‌توان به صورت زیر شرح داد:
1. تجزیه و تحلیل مالی (Financial Analysis): به منظور بررسی و آنالیز ابعاد مختلف مالی و سودآوری طرح توجیهی صورت می‌گیرد.
2. مطالعهٔ بازار (Market Study): که در آن ابعاد مختلف بازار محصولِ طرح توجیهی بررسی می‌شود. این ابعاد عبارتند از کمبود، بازار هدف، عرضه، تقاضا و …
3. توجیه‌پذیری فنی (Technical Feasibility): به منظور بررسی ابعاد فنی طرح توجیهی همچون فناوری، ظرفیت، محل اجرا، ماشین آلات و تجهیزاتِ تولید و ساختار اجرائی طرح انجام می‌شود.

## نرم‌افزار کامفار چیست؟
کلمهٔ کامفار (Comfar) مخفف عبارت انگلیسی Computer Model for feasibility Analysis and reporting بوده به معنای مدل کامپیوتری برای تجزیه و تحلیل امکان‌سنجی و گزارش‌دهی است. این برنامه با هدف استاندارد کردن تعاریف و محاسبات ارزیابی‌های اقتصادی توسط سازمان یونیدو سازمان ملل متحد تهیه گردید و علی‌رغم انتقاداتی که به نرم‌افزار کامفار وجود دارد به یکی از پرفروش‌ترین نرم‌افزارهای ارزیابی اقتصادی و بانکی در جهان تبدیل گردید. کامفار امکان شبیه‌سازی پروژه‌های سرمایه‌گذاری در کوتاه مدت و بلند مدت و تحلیل فرایندهای مالی را فراهم می‌سازد. از نظر مدیریتی تصمیم‌گیری در خصوص پذیرش یا عدم پذیرش یک پروژه، همواره با سوالات زیادی در خصوص ویژگی‌های پروژه و نتایج اجرای آن همراه بوده است. نرم‌افزار کامفار ابزاری برای ارزیابی مالی پروژه‌های سرمایه‌گذاری است که توسط آن می‌توان شاخص‌های مالی پروژه‌ها را محاسبه و تحلیل نمود و تأثیر تغییرات هر یک از پارامترهای ورودی سیستم را بر فرایندهای مالی طرح بررسی کرد و در نهایت در خصوص پذیرش یا عدم پذیرش پروژه تصمیم‌گیری کرد.